# Château de Rochemorin (Saint-Front-d'Alemps)
Pour les articles homonymes, voir Château de Rochemorin.
Le château de Rochemorin, est un château en ruines situé à Saint-Front-d'Alemps dans le département de la Dordogne, en région Nouvelle-Aquitaine.

## Localisation
Dans la moitié nord du département de la Dordogne, les ruines du château de Rochemorin se situent sur la commune de Saint-Front-d'Alemps, au lieu-dit Rochemorin, sur le coteau nord en rive droite de la Beauronne, à côté d'une exploitation agricole.

## Historique
Le château de Rochemorin (écrit Roche-Morin au XIXe siècle) était un repaire noble médiéval qui se présentait comme une forteresse armée de huit tours. Incendié en 1791, il n'en subsiste plus que deux tours rondes en ruines, distantes d'une vingtaine de mètres, dont celle de la chapelle qui était voûtée de six branches d'ogive.
Il a successivement été un fief des familles Rochemorin, Béron de La Salle de Lempzours et Amelin.

## Photothèque

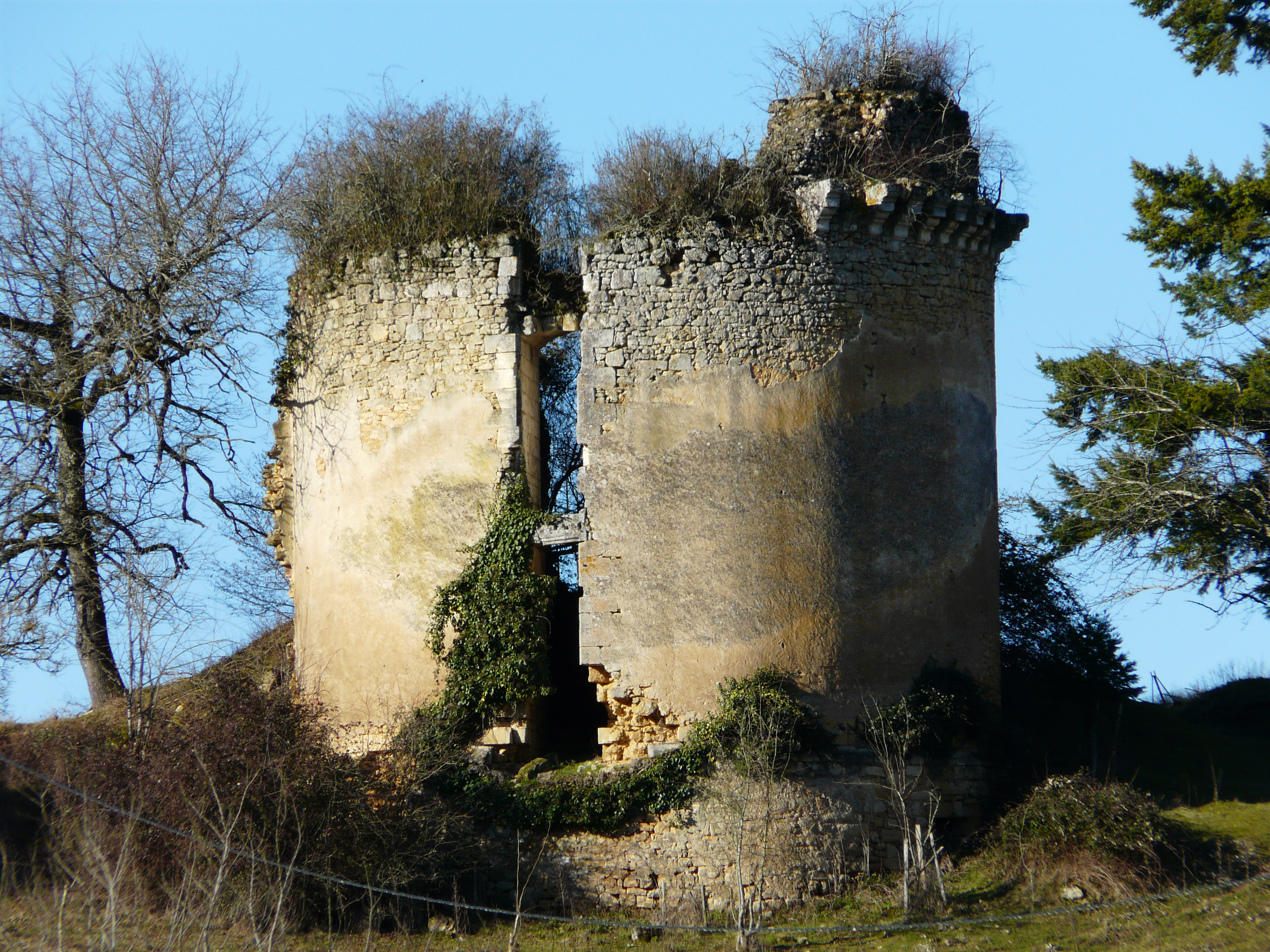
La tour nord.
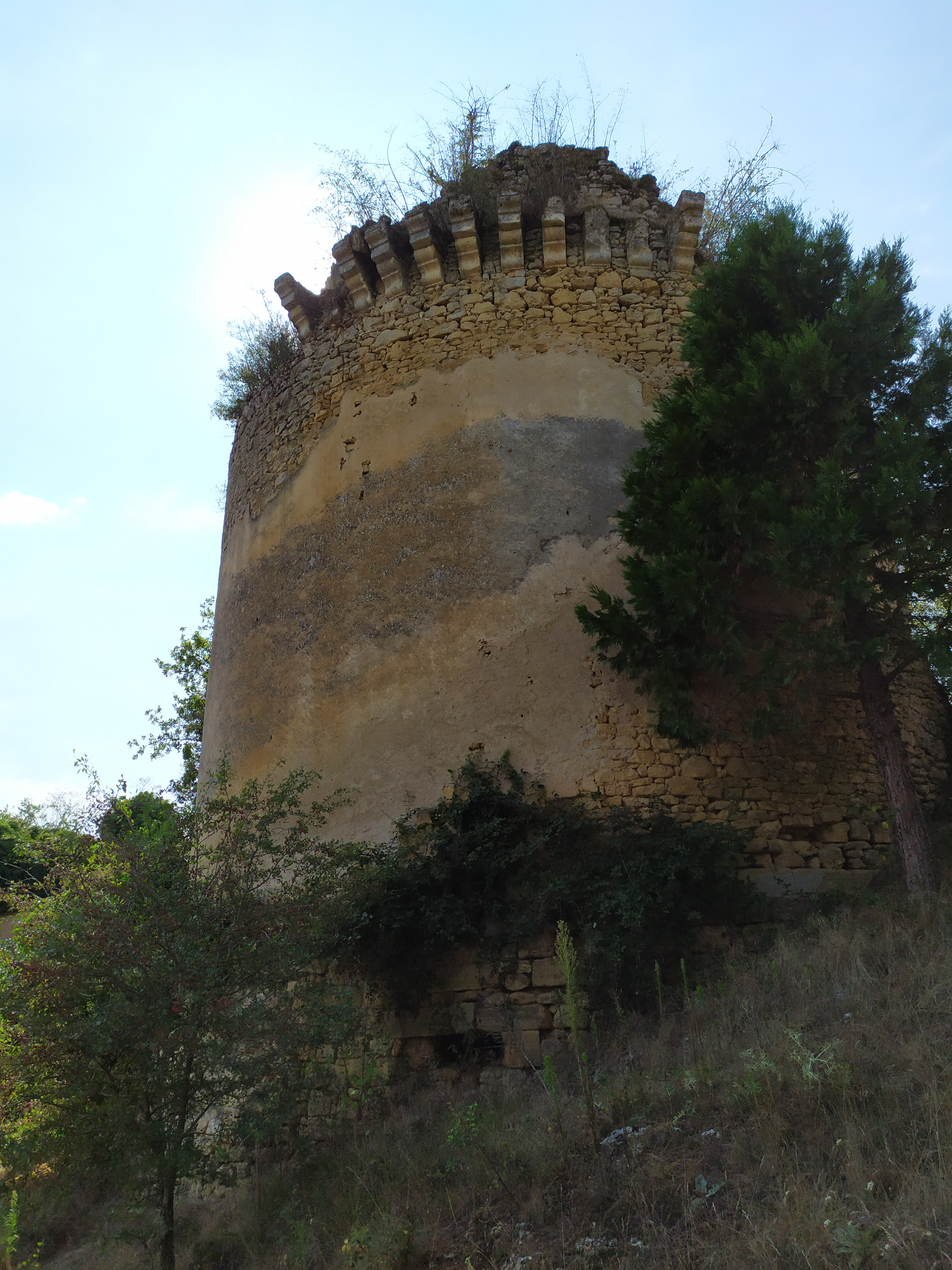
La tour nord.
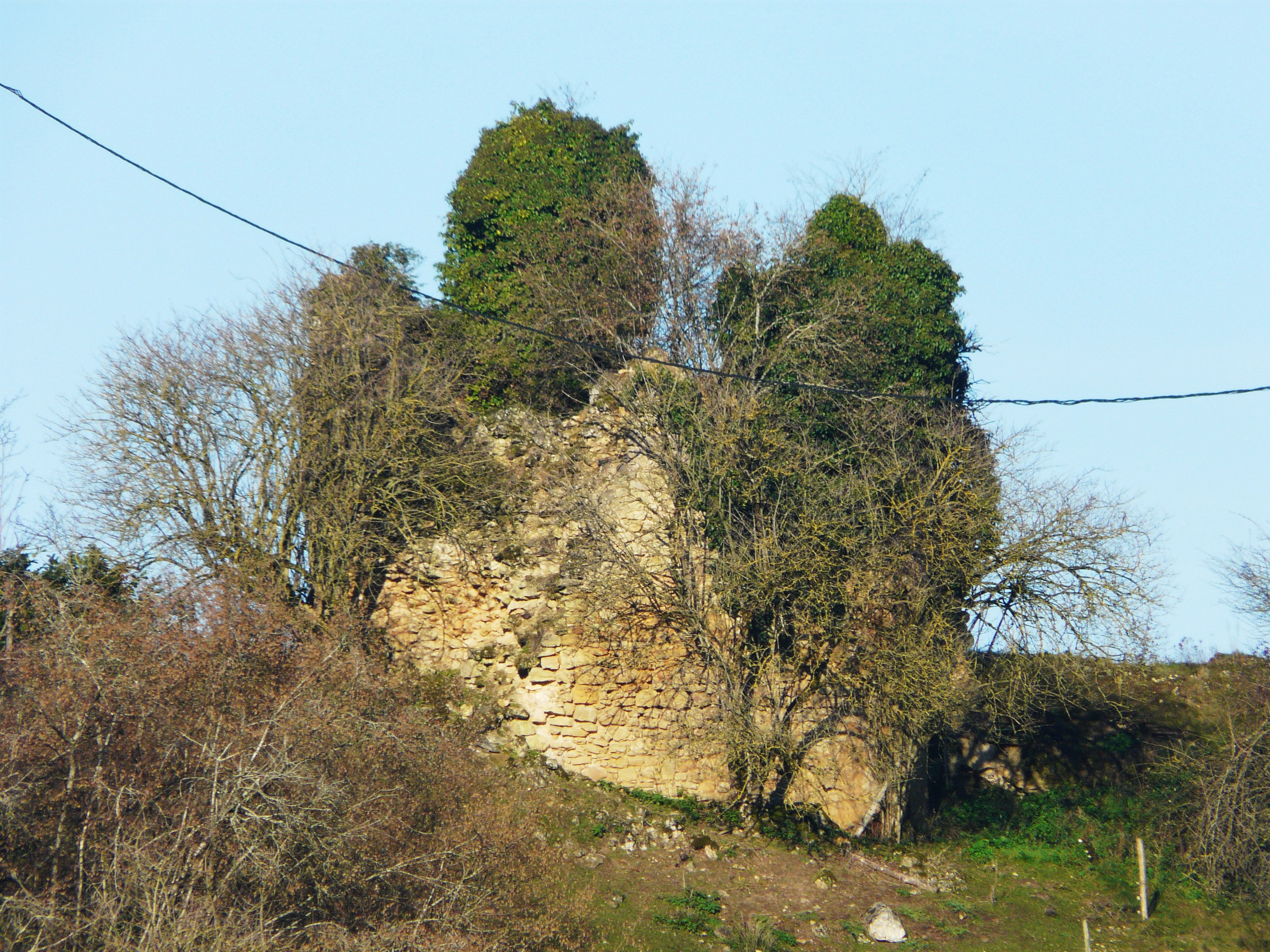
La tour sud.